# DirectDraw
DirectDraw – część DirectX stworzonego przez firmę Microsoft. Jest to interfejs służący do wyświetlania grafiki 2D używając akceleracji sprzętowej, o ile jest dostępna. DirectDraw nie obsługuje grafiki 3D - do tego służy inny komponent DirectX: Direct3D.
Od wydania wersji 8.0 DirectX, DirectDraw został zintegrowany w pakiet graficzny DirectX Graphics, który w rzeczywistości jest połączeniem kilku funkcji DirectDraw z Direct3D. Stary interfejs DirectDraw jest ciągle dostępny jako element DirectX 7.0.
Został zastąpiony przez Direct2D.